# Les Dés sanglants
 Les Dés sanglants (Below the Deadline) est un film américain réalisé par William Beaudine, sorti en 1946.

## Synopsis
Un vétéran de la Seconde Guerre mondiale de retour au pays se retrouve mêlé à la gestion de l'établissement de son frère assassiné. Il tombe amoureux d'une des filles qui travaille dans son casino, et se retrouve impliqué dans une lutte de pouvoir avec un autre mafieux.

## Fiche technique
- Titre original : Below the Deadline
- Réalisation : William Beaudine
- Scénario : Forrest Judd, Harvey Gates d'après une histoire originale d'Ivan Tors[1].
- Producteur : Lindsley Parsons
- Photographie : Harry Neumann
- Montage : Ace Herman
- Musique : Edward J. Kay
- Genre : Crime, drame[2]
- Production : Monogram Pictures
- Distributeur : Monogram Pictures
- Pays de production :  États-Unis
- Durée : 65 minutes
- Date de sortie : 3 août 1946

## Distribution
- Warren Douglas : Joe Hilton
- Ramsay Ames : Lynn Turner
- Jan Wiley : Vivian Saunders
- Paul Maxey : Arthur Brennan
- Philip Van Zandt : Oney Kessel
- John Harmon : Pinky
- Bruce Edwards : Samuel P. Austin
- George Meeker : Jeffrey Hilton
- Clancy Cooper : Nichols
- Cay Forrester : Blonde
- Al Bridge : Turner
- George Eldredge : James S. Vail
- William Ruhl : Welsh
- Vera Pavlovska : chanteuse russe
- Charles Sullivan : Charlie - Kessel Henchman
- Meyer Grace : Kessel Henchman
- George Lloyd : Kane - propriétaire du club